# Sarkhan Gouliyev
Sarkan Gouliyev est un joueur d' échecs azerbaïdjanaise, et grand maître international depuis 1995.

## Biographie
Sarkhan Gouliyev est né au village de Mollu de la région de Qubadli en 1968.
En 1992, il a reçu le titre de maître international et en 1995, il a reçu le titre de grand maître international. Sarkhan Gouliyev a joué 17 fois avec l'équipe nationale d'Azerbaïdjan dans des compétitions de différents niveaux.
Il a également travaillé comme entraîneur-chef des équipes nationales de Turquie et d'Iran.

## Livres
Sarkhan Gouliyev est également l'auteur de livres sur les échecs :
- Du candidat au grand maître (Moscou, 1997) ;
- Manuel d'échecs (Téhéran, 2002) ;
- Finales standard des échecs (Bakou, 2002) ;
- L'Idée du jeu d'échecs (Moscou, 2012) ;
- Vladimir Kramnik -  parties sélectionnées du 14e champion du monde, Moscou, 2015 ;
- Veselin Topalov - parties sélectionnées de l'ancien champion du monde, Moscou, 2016.